# Marcelo Zarvos
Marcelo Uchoa Zarvos (São Paulo, 1969) é um compositor brasileiro radicado nos Estados Unidos. 

## Biografia
De formação clássica, Zarvos foi aluno de Hans-Joachim Koellreutter, conhecido por ter dado aulas de piano para Tom Jobim. Aos 15 anos, atuou como tecladista e compositor da banda paulista de pós-punk Tokyo, onde tocou ao lado do vocalista Supla e gravou os álbuns Humanos e O Outro Lado.
Em 1987, mudou-se para os Estados Unidos e estudou música na California Institute of the Arts por quatro anos. Em 1993, lança pela gravadora japonesa MA o álbum de jazz Dualism, em parceria com o saxofonista estadunidense Peter Epstein. Fora do Japão, este álbum seria lançado apenas em 1995. Nos anos seguintes, lançaria mais dois álbuns em parceria com Epstein, Labyrinths e Music Journal.
Em 1998, compõe a trilha sonora de Uma história de futebol, a pedido do diretor Paulo Machline. Coincidentemente, Biddy, guitarrista e antigo companheiro de Zarvos na Tokyo, também passou a trabalhar em trilhas sonoras neste ano. Por Uma história de futebol, Zarvos recebeu o prêmio de Melhor Trilha Sonora para um Curta Metragem no Festival de Brasília e passaria a trabalhar principalmente na composição de trilhas sonoras para filmes e séries.
É pai de um filho com a atriz Janel Moloney.

## Discografia

### Com Tokyo
- Humanos (1986)
- O Outro Lado (1987)

### Com Peter Epstein
- Dualism (1995)
- Labyrinths (1997)
- Music Journal (2000)

## Filmografia

### No cinema
| Ano  | Título                          | Diretor                 | Notas                                                                                   |
| ---- | ------------------------------- | ----------------------- | --------------------------------------------------------------------------------------- |
| 2000 | Tully                           | Hilary Birmingham       |                                                                                         |
| 2001 | Kissing Jessica Stein           | Charles Herman-Wurmfeld |                                                                                         |
| 2001 | The Buffalo War                 | Matthew Testa           |                                                                                         |
| 2002 | 2wks, 1yr                       | Chris McKay             |                                                                                         |
| 2002 | Xingu: Land of No Shame         | Michael Engel           |                                                                                         |
| 2003 | The Mudge Boy                   | Michael Burke           |                                                                                         |
| 2004 | The Door in the Floor           | Tod Williams            |                                                                                         |
| 2005 | Strangers with Candy            | Paul Dinello            |                                                                                         |
| 2005 | Our Brand Is Crisis             | Rachel Boynton          |                                                                                         |
| 2005 | Four Lane Highway               | Dylan McCormick         |                                                                                         |
| 2005 | Escape Artists                  | Michael Laurence        |                                                                                         |
| 2005 | Boynton Beach Club              | Susan Seidelman         |                                                                                         |
| 2006 | The Architect                   | Matt Tauber             |                                                                                         |
| 2006 | Ira & Abby                      | Robert Cary             |                                                                                         |
| 2006 | Hollywoodland                   | Allen Coulter           |                                                                                         |
| 2006 | The Good Shepherd               | Robert De Niro          | Em parceria com Bruce Fowler e Arvo Pärt                                                |
| 2007 | You Kill Me                     | John Dahl               |                                                                                         |
| 2007 | The Air I Breathe               | Jieho Lee               |                                                                                         |
| 2007 | Trainwreck: My Life as an Idiot | Tod Harrison Williams   |                                                                                         |
| 2008 | What Just Happened              | Barry Levinson          |                                                                                         |
| 2008 | Winged Creatures                | Rowan Woods             |                                                                                         |
| 2008 | New York, I Love You            | Joshua Marston          | Apenas o segmento dirigido por Joshua Marston                                           |
| 2008 | Última Parada 174               | Bruno Barreto           |                                                                                         |
| 2009 | Brooklyn's Finest               | Antoine Fuqua           |                                                                                         |
| 2009 | Sin Nombre                      | Cary Joji Fukunaga      |                                                                                         |
| 2010 | Please Give                     | Nicole Holofcener       |                                                                                         |
| 2010 | Remember Me                     | Allen Coulter           |                                                                                         |
| 2011 | Beastly                         | Daniel Barnz            |                                                                                         |
| 2011 | The Beaver                      | Jodie Foster            |                                                                                         |
| 2011 | Friends with Kids               | Jennifer Westfeldt      |                                                                                         |
| 2012 | The Words                       | Brian Klugman           |                                                                                         |
| 2012 | The Bay                         | Barry Levinson          |                                                                                         |
| 2012 | Won't Back Down                 | Daniel Barnz            |                                                                                         |
| 2013 | Flores Raras                    | Bruno Barreto           |                                                                                         |
| 2013 | The Hot Flashes                 | Susan Seidelman         |                                                                                         |
| 2013 | Enough Said                     | Nicole Holofcener       |                                                                                         |
| 2013 | The Face of Love                | Arie Posin              |                                                                                         |
| 2014 | Little Accidents                | Sara Colangelo          |                                                                                         |
| 2014 | The Humbling                    | Barry Levinson          |                                                                                         |
| 2014 | Adult Beginners                 | Ross Katz               |                                                                                         |
| 2015 | American Ultra                  | Nima Nourizadeh         |                                                                                         |
| 2015 | Rock the Kasbah                 | Barry Levinson          |                                                                                         |
| 2016 | Our Kind of Traitor             | Susanna White           |                                                                                         |
| 2016 | Cell                            | Tod Williams            |                                                                                         |
| 2016 | The Choice                      | Ross Katz               |                                                                                         |
| 2017 | Wonder                          | Stephen Chbosky         |                                                                                         |
| 2017 | Fences                          | Denzel Washington       |                                                                                         |
| 2018 | The Land of Steady Habits       | Nicole Holofcener       |                                                                                         |
| 2018 | Mapplethorpe                    | Ondi Timoner            |                                                                                         |
| 2019 | The Best of Enemies             | Robin Bissell           |                                                                                         |
| 2019 | Breakthrough                    | Roxann Dawson           |                                                                                         |
| 2019 | Otherhood                       | Cindy Chupack           |                                                                                         |
| 2019 | Human Capital                   | Marc Meyers             |                                                                                         |
| 2019 | Dark Waters                     | Todd Haynes             |                                                                                         |
| 2020 | Penguin Bloom                   | Glendyn Ivin            |                                                                                         |
| 2021 | The Guilty                      | Antoine Fuqua           |                                                                                         |
| 2021 | A Journal for Jordan            | Denzel Washington       |                                                                                         |
| 2022 | Deep Water                      | Adrian Lyne             |                                                                                         |
| 2022 | Emancipation                    | Antoine Fuqua           |                                                                                         |
| 2023 | Flamin' Hot                     | Eva Longoria            |                                                                                         |
| 2023 | Big George Foreman              | George Tillman Jr.      |                                                                                         |
| 2023 | May December                    | Todd Haynes             | Adaptação da trilha sonora de The Go-Between, composta originalmente por Michel Legrand |
| 2023 | The Equalizer 3                 | Antoine Fuqua           |                                                                                         |
| 2023 | Cassandro                       | Roger Ross Williams     |                                                                                         |

### Filmes para televisão
| Ano  | Título original              | Diretor         | Notas |
| ---- | ---------------------------- | --------------- | ----- |
| 2009 | Taking Chance                | Ross Katz       |       |
| 2010 | You Don't Know Jack          | Barry Levinson  |       |
| 2011 | Too Big to Fail              | Curtis Hanson   |       |
| 2013 | Phil Spector                 | David Mamet     |       |
| 2019 | What's My Name: Muhammad Ali | Antoine Fuqua   |       |
| 2022 | Ray Donovan: The Movie       | David Hollander |       |

### Curtas metragens
| Ano  | Título original                         | Diretor                                | Notas |
| ---- | --------------------------------------- | -------------------------------------- | ----- |
| 1998 | Uma História de Futebol                 | Paulo Machline                         |       |
| 2000 | The Happy Prince (Alba E Garcia- Rivas) | - Garcia Rivas Alba - Alba Enid Garcia |       |
| 2002 | Abbie Down East                         | Ellen-Alinda Verhoeff                  |       |
| 2002 | Baseado em Estórias Reais               | Gustavo Moraes                         |       |
| 2003 | La sexta sección                        | Alex Rivera                            |       |
| 2005 | The Foster Son                          | Ellen-Alinda Verhoeff                  |       |
| 2006 | Cosmic Collisions                       | Carter Emmart                          |       |
| 2008 | The Receiver                            | Anne Devereux                          |       |
| 2013 | Presque pareil                          | Élisabeth Desbiens                     |       |

### Séries de televisão
| Ano       | Título original                | Notas                                |
| --------- | ------------------------------ | ------------------------------------ |
| 2009      | 30 for 30                      | Episódio: The Band That Wouldn't Die |
| 2010–2013 | The Big C                      | 39 episódios                         |
| 2013–2020 | Ray Donovan                    | 82 episódios                         |
| 2014      | Extant                         | 13 episódios                         |
| 2014      | The Affair                     | 53 episódios                         |
| 2015–2017 | Z: The Beginning of Everything | 10 episódios                         |
| 2015–2017 | One Mississippi                | 12 episódios                         |
| 2019      | The Loudest Voice              | 7 episódios                          |
| 2020      | FreeRayshawn                   | 15 episódios                         |
| 2025      | Good American Family           | Trilha sonora                        |

## Prêmios
| Ano  | Prêmio                                    | Categoria                                                                                    | Filme                   | Resultado |
| ---- | ----------------------------------------- | -------------------------------------------------------------------------------------------- | ----------------------- | --------- |
| 1998 | Festival de Brasília do Cinema Brasileiro | Melhor Trilha Sonora de Curta Metragem 35mm                                                  | Uma história de futebol | Venceu    |
| 2000 | Grande Prêmio do Cinema Brasileiro        | Melhor Trilha Sonora Original                                                                | Flores Raras            | Indicado  |
| 2009 | Primetime Emmy Awards                     | Outstanding Music Composition For A Miniseries, Movie Or A Special (Original Dramatic Score) | Taking Chance           | Indicado  |
| 2010 | Primetime Emmy Awards                     | Outstanding Music Composition For A Miniseries, Movie Or A Special (Original Dramatic Score) | You Don't Know Jack     | Indicado  |